# Escuela literaria montañesa
Se conoce por escuela literaria montañesa o, en un círculo más acotado de autores, escuela regionalista montañesa o de Pereda, a la agrupación de escritores de talla que poseyó la ciudad de Santander a finales del siglo XIX y a comienzos del XX. Entre ellos destacaron Marcelino Menéndez Pelayo, Amós de Escalante, José María de Pereda, Ángel de los Ríos y Benito Pérez Galdós. Muchos críticos consideran como su iniciador a Amós de Escalante y Prieto.

## Estética
Los escritores adscritos a esta escuela se orientaron hacia el costumbrismo, idealizando el pasado de Cantabria y en algunos casos, inventándolo. Sin embargo, también pretendió plasmas la modernización política, social y tecnológica que vivía la burguesía de Santander, así como rechazaba implícitamente la condicionalidad sobrestimada del paisaje en los cántabros y el academicismo literario.

## Escuela o movimiento literario
El término escuela literaria montañesa apareció en el artículo De artes y letras, obra de José María Quintanilla, y fue reconocido como "foco cultural de Santander" por Gregorio Marañón.
Además de los autores mencionados, hubo otros críticos que creyeron en la existencia de una verdadera escuela montañesa, como José María Quintanilla en su Carta larga dirigida a un crítico extranjero, fechada en 1890. En concreto, Quintanilla defendió la tesis de que el costumbrismo literario articulaba la escuela, muy especialmente en José María de Pereda, uno de los pocos que alcanzó reconocimiento nacional. El alcance de sus experiencias literarias se plasmó en pintores tales como Mariano Pedrero, Fernando Pérez del Camino, Pío Ardanaz, Donato Avendaño, lo que le llevó a defender la existencia de una escuela pictórica montañesa, afirmación que fue discutida por otros críticos coetáneos. Otros defensores de la existencia de un movimiento literario en Santander fueron Enrique Menéndez Pelayo y Galdós, quien anheló la publicación de una revista literaria montañesa.